# Azatbek Omurbekov
Azatbek Asanbekovič Omurbekov (in russo Азатбек Асанбекович Омурбеков?; in karakalpako Азатбек Асанбек уулу Өмүрбеков, "Azatbek Asanbek uulu Ömürbekov"; in uzbeco Озодбек Ҳасанбек ўғли Умрбеков?, Ozodbek Hasanbek oʻgʻli Umrbekov; Nukus, 17 settembre 1983) è un militare russo di etnia caracalpaca, eroe della Russia tristemente noto per aver guidato la 64ª Brigata fucilieri motorizzata durante l'occupazione della città ucraina di Buča durante la quale l'unità avrebbe commesso crimini di guerra, ottenendo il nome "Macellaio di Buča".

## Biografia
Omurberkov è nato il 17 settembre 1983 nella città di Nukus, capitale dell'allora RSSA Karakalpaka, RSS Uzbeka. Suo nonno Omurbek era un veterano della seconda guerra mondiale, mentre il padre Asanbek è un ex colonnello dell'FSB. Nel 2000 si è diplomato al liceo n. 2 nella città di Kupino, nella regione di Novosibirsk. In seguito è stato ammesso all'Istituto dei carri armati di Čeljabinsk.

### Carriera militare
Nel 2014 è stato premiato per il suo straordinario servizio dall'allora viceministro della Difesa, Dmitrij Bulgakov.
Allo scoppio dell'invasione russa dell'Ucraina del 2022, al comando della 64ª Brigata fucilieri motorizzata l'allora tenente colonnello ha attraversato il confine ucraino della Bielorussia con il resto della 35ª Armata combinata, lanciando l'offensiva su Kiev. Durante questa offensiva l'unità ha occupato vari insediamenti dell'oblast' di Kiev, soprattutto la città di Buča dove le truppe russe hanno commesso crimini di guerra contro la popolazione civile. Omurbekov è diventato inizialmente noto dopo che il sito web di giornalismo partecipativo ucraino InformNapalm ha rintracciato l'ufficiale e pubblicato gran parte delle informazioni sul suo conto. I disertori della 64ª Brigata hanno confermato che il comandante Omurbekov ha ordinato di sparare contro alcune auto con civili e di uccidere "tutti quelli che avevano un telefono". Entro il 13 luglio 2022, il presidente russo Vladimir Putin gli ha conferito il titolo di Eroe della Federazione Russa, la più alta onorificenza russa, in una cerimonia segreta. Più tardi nel 2022 è stato trasferito al comando del 392º Centro addestramento del Distretto militare orientale.
Il 9 maggio 2024, per la parata del Giorno della vittoria, il colonnello ha guidato una colonna di carri armati a Chabarovsk.

## Vita privata
Omurbekov  è sposato con Ekaterina Vladimirovna (1984). La coppia ha due figli: Artur (2008) e Artëm (2010). Suo fratello Askarbek è un tenente colonnello dell'FSB.
Nel novembre 2021 ha ricevuto una benedizione dalla Chiesa ortodossa russa.

## Sanzioni
Il 21 aprile 2022, durante l'invasione russa dell'Ucraina, è stato aggiunto all'elenco delle sanzioni del Regno Unito in quanto "ha comandato direttamente o ha avuto un'influenza significativa sulle azioni del personale militare coinvolto nell'uccisione dei civili di Buča durante l'invasione russa dell'Ucraina".
6 maggio 2022 è stato aggiunto all'elenco delle sanzioni del Canada per "complicità nell'elezione del presidente Putin per invadere un paese pacifico e sovrano".
Il 3 giugno 2022 è stato inserito negli elenchi delle sanzioni di tutti i paesi dell'Unione europea "per atrocità che costituiscono crimini contro l'umanità e crimini di guerra. Ha guidato le azioni della sua unità militare ed è stato soprannominato il "Macellaio di Buča" a causa della sua diretta responsabilità per omicidi, stupri e torture a Buča".
Il 21 novembre 2023 è stato sanzionato dagli Stati Uniti per il suo coinvolgimento in "gravi violazioni dei diritti umani, vale a dire l’uccisione di civili ucraini disarmati ad Andriïvka". Le autorità del paese hanno sottolineato che Omurbekov comandava una brigata a Buča, "dove, come stabilito dal Dipartimento di Stato, uccisero, picchiarono, smembrarono e bruciarono civili".
Inoltre, per ragioni simili, è sottoposto a sanzioni da parte della Svizzera, del Giappone, dell’Ucraina, dell’Australia e della Nuova Zelanda.